# Reithrodontomys hirsutus
Reithrodontomys hirsutus is een zoogdier uit de familie van de Cricetidae. De wetenschappelijke naam van de soort werd voor het eerst geldig gepubliceerd door Merriam in 1901.